# Лукашик, Александр Петрович
Алекса́ндр Петро́вич Лука́шик (род. 2 июля 1959, РСФСР, СССР) — советский и российский дипломат. Временный поверенный в делах Российской Федерации на Украине (16 ноября 2016 — февраль 2022). Чрезвычайный и полномочный посол (2024). Кандидат исторических наук (1998).

## Биография
Окончил МГИМО МИД СССР в 1981 году. Владеет английским, французским и польским языками. 
На дипломатической работе с 1989 года. Работал в центральном аппарате МИД России, в посольствах России в Республике Конго, Великобритании и Люксембурге. В последнем — в должности старшего советника. В 2008 году был временным поверенным в делах России в Люксембурге.
В 1998 году защитил диссертацию на соискание учёной степени кандидата исторических наук «Внешнеполитические концепции Французской социалистической партии, 1971—1995».
В 2013—2016 годах — начальник отдела БРИКС в Департаменте внешнеполитического планирования МИД России.
В ноябре 2016 года назначен временным поверенным в делах России на Украине. Упоминался в этом качестве 22 декабря, когда заявил, что Россия будет добиваться выполнения Минских соглашений в полном объёме. 9 мая 2017 года возложил цветы к памятнику освободителю Киева, генералу армии Н. Ф. Ватутину.
С 14 сентября 2022 по октябрь 2024 года — директор Департамента по связям с субъектами Федерации, парламентом и общественными объединениями МИД России.
С 10 апреля 2025 года — чрезвычайный и полномочный посол Российской Федерации в Черногории.

## Личная жизнь
Женат, взрослая дочь.

## Дипломатический ранг
- Чрезвычайный и полномочный посланник 2 класса (13 июня 2018)[10].
- Чрезвычайный и полномочный посланник 1 класса (28 декабря 2021)[11].
- Чрезвычайный и полномочный посол (1 октября 2024)[12].

## Награды
- Благодарность президента Российской Федерации (14 июля 2008) — за заслуги в обеспечении внешнеполитического курса Российской Федерации[13].
- Медаль ордена «За заслуги перед Отечеством» II степени (21 ноября 2015) — за большой вклад в реализацию внешнеполитического курса Российской Федерации и многолетнюю добросовестную работу[14].
- Благодарность Министерства иностранных дел Российской Федерации (14 февраля 2017) — за вклад в подготовку и обеспечение российского участия во встрече лидеров стран БРИКС 4 сентября 2016 г. в Ханчжоу, в VIII саммите БРИКС 15-16 октября 2016 г. в Гоа[15].
- Почётная грамота президента Российской Федерации (16 декабря 2019) — за большой вклад в реализацию внешнеполитического курса Российской Федерации и многолетнюю добросовестную дипломатическую службу[16].
- Орден Почёта (11 апреля 2024) — за большой вклад в реализацию внешнеполитического курса Российской Федерации и многолетнюю добросовестную дипломатическую службу[17]